# رادو دراجوشين
رادو ماتي دراجوشين (بالرومانية: Radu Matei Drăgușin؛ مواليد 3 فبراير 2002) هو لاعب كرة قدم روماني يلعب في مركز قلب الدفاع مع نادي يوفنتوس تحت 23 سنة الإيطالي والمنتخب الروماني تحت 21 سنة.

## النشأة
والدة دراجوشين، سفيتلانا سيميون، لعبت كرة السلة، بينما كان والده، دان دراجوشين، يلعب كرة الطائرة، وكلاهما لاعبان رومانيان دوليان في رياضتهما. ولد دراجوشين في بوخارست، رومانيا، وقد انجذب إلى كرة القدم من قبل ابن عمه، وبدأ اللعب في سن السابعة في ستيودينتيسك بوخارست. لعب لمدة أربع سنوات حتى تم حل النادي، وانتقل إلى ريجال سبورت بوخارست.

## مسيرته الكروية
في عام 2018، انتقل دراجوشين إلى نادي يوفنتوس في الدوري الإيطالي من ريجال بوخارست مقابل 260 ألف يورو. في البداية كان دراجوشين لاعبًا في فريق تحت 17 سنة، وانتقل سريعًا إلى فريق يوفنتوس تحت 19 سنة. في 25 يناير 2020، في منتصف موسم 2019–20 بدوري الدرجة الثالثة، شارك دراجوشين لأول مرة مع فريق يوفنتوس تحت 23 سنة ضد برو باتاريا، ودخل كبديل في الدقيقة 36 عن رافاييل السيبيد.
في 8 نوفمبر 2020، تم استدعاء دراجوشين لأول مرة للفريق الأول في مباراة بالدوري ضد لاتسيو. شارك لأول مرة مع ناديه وأوروبا في 2 ديسمبر، حيث دخل كبديل في مباراة الفوز 3–0 على أرضه أمام دينامو كييف في مباراة يدور المجموعات من دوري أبطال أوروبا. شارك دراجوشين لأول مرة في الدوري الإيطالي في 13 ديسمبر، حيث دخل كبديل عن ماتيس دي ليخت في الدقيقة 90 في مباراة الفوز 3–1 خارج أرضه أمام جنوى.

## أسلوب لعبه
اعتبر دراجوشين، المدافع طويل القامة والجسماني، فيرجيل فان ديك نقطة مرجعية بالنسبة له.

## الإحصائيات

### النادي
آخر تحديث 13 ديسمبر 2020.
| النادي             | الدوري   | الدوري                         | الدوري | الدوري  | كأس إيطاليا | كأس إيطاليا | أوروبا | أوروبا  | أخرى   | أخرى    | المجموع | المجموع |
| النادي             | الدوري   | الدرجة                         | الظهور | الأهداف | الظهور      | الأهداف     | الظهور | الأهداف | الظهور | الأهداف | الظهور  | الأهداف |
| ------------------ | -------- | ------------------------------ | ------ | ------- | ----------- | ----------- | ------ | ------- | ------ | ------- | ------- | ------- |
| يوفنتوس تحت 23 سنة | 2019–20  | الدوري الإيطالي الدرجة الثالثة | 2      | 0       | —           | —           | —      | —       | 3      | 0       | 5       | 0       |
| يوفنتوس تحت 23 سنة | 2019–20  | الدوري الإيطالي الدرجة الثالثة | 2      | 0       | —           | —           | —      | —       | 0      | 0       | 2       | 0       |
| يوفنتوس تحت 23 سنة | المجموع  | المجموع                        | 4      | 0       | 0           | 0           | 0      | 0       | 3      | 0       | 7       | 0       |
| يوفنتوس            | 2020–21  | الدوري الإيطالي                | 1      | 0       | 0           | 0           | 1      | 0       | 0      | 0       | 2       | 0       |
| الإجمالي           | الإجمالي | الإجمالي                       | 5      | 0       | 0           | 0           | 1      | 0       | 3      | 0       | 9       | 0       |

## الإنجازات

### النادي
يوفنتوس تحت 23 سنة
- كأس إيطاليا لدوري الدرجة الثالثة: 2019–20

## وصلات خارجية
- رادو دراجوشين على موقع الاتحاد الأوربي (الإنجليزية)
- رادو دراجوشين على موقع قاعدة بيانات كرة القدم.إي يو (الإنجليزية)
- رادو دراجوشين على موقع ناشيونال فوتبول تيمز (الإنجليزية)
- رادو دراجوشين على موقع Soccerbase.com (لاعب) (الإنجليزية)
- رادو دراجوشين على موقع Soccerway.com (الإنجليزية)
- رادو دراجوشين على موقع عالم كرة القدم.نت (الإنجليزية)
- رادو دراجوشين على موقع GSA (الإنجليزية)